# Битка код Лођа (1914)
Битка код Лођа одвијала се између Немачке и царске Русије у Првом светском рату од 11. новембра до 6. децембра 1914. близу пољскога града Лођа.

## Позадина
Руска војска је у септембру 1914. победила аустроугарску војску приликом њихове офанзиве у Галицији и битке код Лавова. Руси су померили фронт преко 100 километара до Карпата. Пољски град Пшемисл је остао под опсадом руске 8. армије. Немци су покушали да заузму Варшаву, али Руси су победили у бици на Висли. Руска врховна команда се није могла сложити како да искористи те успехе. Велики кнез Николај Николајевич залагао се за офанзиву у Источној Пруској, а начелник генералштаба Михаил Алексејев залагао се за офанзиву у Шлеској. Паул фон Хинденбург је био постављен за команданта Централних сила на источном фронту. Немци су пресрели руске извештаје о предложеној инвазији Шлеске. Паул фон Хинденбург се понадао да ће поновити свој успех у бици код Таненберга, тиме што ће ударити у руски бок, док се Руси буду кретали према Шлеској.

## Снаге
Хинденбург је померио у пољски сектор немачку 9. армију под командом Аугуста фон Макензена. Конрад фон Хецендорф је померио аустријску 2. армију на претходну позицију немачке 9. армије. Генерал Николај Руски је преузео команду армијске групе задужене за одбрану Варшаве. Под његовом командом је била руска 1. армија генерала Паула фон Рененкампфа и руска 2. армија генерала Шајдемана. Руска 1. армија је распоређена северно од Висле, са изузетком једнога корпуса на јужној обали реке. Руска 2. армија је била постављена директно насупрот Лођа. Руска 5. армија под командом Павела Плехве била је предвиђена за Шлеску офанзиву, али покренута је да се супротстави Хинденбурговој новој офанзиви.

## Битка
Макензенова 9. армија је 11. новембра 1914. прво напала један корпус руске 1. армије, који се налазио јужно од Висле. Корпус је разбијен, а заробили су 12.000 војника. На тај начин створила се рупа између руске 1. и 2. армије и те две армије су изгубиле међусобни контакт. Руска висока команда је већ раније била незадовољна Рененкампфовим учинком, па га је сменила на лицу места и поставила генерала Литвинова на његово место. У међувремену руска 2. армија је била бочно угрожена, па се почела повлачити према Лођу. Руси су схватили озбиљност ситуације у Пољској. Руска 2. армија је била у опасности да буде опкољена. Велики кнез Николај Николајевич је био забринут да се не понови губитак целе једне армије као код Таненберга, па је наредио руској 5. армији под командом Плехве да напусте план напада на Шлеску и да крену према Лођу. Руска 5. армије је прешла 120 километара за 2 дана и напала је 18. новембра десни бок немачке 9. армије. Било је то под изузетном оштрим климатским условима, када је темпаратура пала и до -10°C. Сада се немачка армија нашла у опасности од опкољавања, па су се извукли 26. новембра 1914. заједно са заробљеним војницима 1. армије. Немци су наставили са притиском на Лођ до децембра, али нису могли да пробију руске линије. Русима је понестало муниције, па су се повукли ближе Варшави, да формирају нове и јаче линије.

## Резултат
Резултат битке је неодлучан. Руси су одбили немачки напад и спасили Варшаву, која је била циљ немачке офанзиве. Немци су с друге стране том офанзивом спречили руску офанзиву на Шлеску.